# شتایمبکه
شتایمبکه (به آلمانی: Steimbke) یک شهر در آلمان است که در Steimbke واقع شده‌است. شتایمبکه ۲٬۴۹۴ نفر جمعیت دارد.